# Роша, Жуан Гонсалвеш да
Жуан Жонес Гонсалвеш да Роша (порт. João Jones Gonçalves da Rocha; 7 января 1898, Ресифи, Пернамбуку — 6 октября 1950) — бразильский врач и политик; сенатор в Эру Варгаса, в 1935—1937 годах.

## Биография
Жуан (Жоао) Роша родился 7 января 1898 года в муниципалитете Ресифи в штате Пернамбуку; окончил медицинский факультет университета Рио-де-Жанейро по специальности хирургия. Являлся чиновником в администрации мэра Рио-де-Жанейро — главы федерального округа того времени — Педро Эрнесто Батисты.
Роша одержал победу на выборах в сенат Бразилии, проходивших в 1934 году по новой (третьей) конституции: стал одним из двух сенатором, избранных городским советом федерального округа. Будучи избранным на восьмилетний срок в 37-й созыв бразильского сената, занимал свой пост неполные три года, с 1935 по 1937 год — поскольку в ноябре 1937 года президент Жетулиу Варгас организовал государственный переворот и основал централизованное государство Эстадо Ново (Estado Novo).
При падения режима Варгаса, в апреле 1945 года Роша участвовал в первом заседании совета Национального демократического союза (UDN): стал членом политической комиссии, назначенной для подготовке первого проекта устава партии. Скончался 6 октября 1950 года.